# 自動ドア施工技能士
自動ドア施工技能士（じどうどあせこうぎのうし）とは、国家資格である技能検定制度の一種で、都道府県知事（問題作成等は中央職業能力開発協会、試験の実施等は都道府県職業能力開発協会）が実施する、自動ドア施工に関する学科及び実技試験に合格した者をいう。
なお職業能力開発促進法により、自動ドア施工技能士資格を持っていないものが自動ドア施工技能士と称することは禁じられている。

## 級別
1級、2級の別がある。

## 実技作業試験内容（自動ドア施工作業）
- 1級

1. 試験用架台に設置されている自動ドア装置を取り外し、指示図書に示された分解範囲に分解し、再度組立て、調整する。試験時間＝1時間45分。
2. アルミ板の切断、穴開け、タップ加工、組立て等を行い、指示されたシーケンス回路を完成させる。試験時間＝2時間20分

- 2級

1. 試験用架台に設置されている自動ドア装置を取り外し、指示図書に示された分解範囲に分解し、再度組立て、調整する。試験時間＝1時間45分。
2. アルミ板の切断、穴開け、タップ加工、組立て、部品の取付け等を行う。試験時間＝1時間10分